# Háj (Kaliště)
Háj (německy Haj) je malá vesnice, část obce Kaliště v okrese Pelhřimov. Nachází se asi 2 km na jih od Kaliště. V roce 2009 zde bylo evidováno 12 adres. V roce 2001 zde trvale žilo 16 obyvatel.
Háj leží v katastrálním území Kaliště o výměře 7,79 km2.